# Bataille de La Grève
Guerre de Vendée
Batailles
La bataille de La Grève se déroule le 13 et le 14 décembre 1794 lors de la guerre de Vendée.

## Forces en présence
Du côté des forces vendéennes, Le Bouvier-Desmortiers avance 2 000 hommes, l'adjudant-général Thouron et Charles-Louis Chassin 3 000, Pierre-Suzanne Lucas de La Championnière et Collinet 5 000,.
La présence de Charette à ce combat fait débat. Lucas de La Championnière affirme que Charette reste à Belleville-sur-Vie à cause de l'arrivée de l'émissaire Bureau de la Batardière, venu apporter des propositions de paix de la part des républicains,. Il indique que le commandement fut remis à Couëtus et situe l'action entre le 1er et le 6 décembre,. Le Bouvier-Desmortiers reprend cette version. Cependant les rapports républicains fixent la date de l'attaque de La Grève au 14 décembre et la date de la rencontre de Charette et de Bureau de la Batardière au 23 décembre.
Du côté des patriotes, l'armateur sablais Collinet écrit dans son journal que la garnison de La Grève est initialement forte de 150 hommes. Les républicains engagent ensuite 300 chasseurs du bataillon des Francs de Cassel venus de Fontenay-le-Comte,,. Lucas de La Championnière fait également mention de leur présence et porte leur nombre à 400.

## Déroulement
Le déroulement du combat varie selon les sources. L'armateur Collinet note dans son journal que le combat s'engage à 3 heures de l'après-midi. Selon son récit, après avoir passé le pont de la Grassière, les Vendéens attaquent en deux colonnes et les patriotes se replient sur leurs retranchements. Les 133 hommes de l'avant-poste abandonnent ensuite leur camp, qui est incendié par les Vendéens, et se retirent sur le pont de Vertou. Ils y sont rejoints par 900 hommes venus en renfort depuis le château de Pierre-Levée, à Olonne-sur-Mer. Ces derniers mettent en fuite les Vendéens qui se replient sur Vairé. Les combats ont duré une heure et quart.
Après la première attaque du 13 décembre, le général Canclaux envoie à La Grève 300 hommes du bataillon des Francs de Cassel, de l'ancienne Armée de Mayence, qui repoussent un nouvel assaut le lendemain.
D'après l'officier royaliste Pierre-Suzanne Lucas de La Championnière, les Vendéens arrivent à la nuit tombée à Beaulieu-sous-la-Roche et s'approchent du camp en désordre, s'attendant à ce que les républicains se rendent. Mais ils sont accueillis par une décharge qui les surprend et qui les met aussitôt en déroute.

## Pertes
Dans son bref rapport au Comité de salut public, le général Canclaux écrit que les pertes républicaines ne sont que de trois blessés, dont un officier. L'adjudant-général Thouron, chef d'état-major de l'Armée de l'Ouest, fait état de la perte d'un officier et de deux chasseurs de Cassel. L'armateur sablais Collinet donne cependant dans son journal un bilan de 26 tués pour les républicains et de quelques hommes pour les insurgés. Charles-Louis Chassin donne pour sa part un bilan de 13 tués dans le combat du 13 décembre et de deux soldats tués et un officier blessé dans celui du 14.
D'après l'adjudant-général Thouron et André Mercier du Rocher, les Vendéens laissent plusieurs morts, dont un prêtre, avec 1 200 paires de sabots,.